# Бритвин, Николай Николаевич
Николай Николаевич Бритвин (род. 1954) — сотрудник российских органов государственной безопасности, генерал-полковник.

## Биография
Николай Николаевич Бритвин родился 19 ноября 1954 года в селе Медведицкое (ныне — Жирновский район Волгоградской области). После окончания средней школы в 1972 году поступил на учёбу на авиационный факультет Воронежского государственного политехнического института. В 1977 году окончил его, после чего работал инженером-конструктором на авиационном предприятии в городе Ульяновске.
В 1981 году поступил на службу в органы Комитета государственной безопасности при Совете Министров СССР. Был оперуполномоченным, затем руководителем оперативного подразделения в различных региональных Управлениях КГБ СССР.
После распада Советского Союза продолжал службу в системе Министерства безопасности — Федеральной службы безопасности Российской Федерации. В 1996 году окончил курсы подготовки высшего руководящего состава при Академии Федеральной службы безопасности Российской Федерации.
С 1996 года работал заместителем начальника Управления Федеральной службы безопасности Российской Федерации по Ставропольскому краю. В 2000—2002 годах был заместителем полномочного представителя Президента Российской Федерации в Южном федеральном округе. С февраля 2002 года по июнь 2003 года возглавлял Управление Федеральной службы безопасности Российской Федерации по Северной Осетии-Алании. 9 июня 2003 года был назначен начальником Управления ФСБ России по Ростовской области.
В 2010 году в звании генерал-полковника Бритвин вышел в отставку. Был председателем Совета начальников органов безопасности Южного федерального округа, официальным представителем ФСБ в Белоруссии, руководителем Ростовского направления группы компаний «ВКБ», председателем Совета директоров ОАО «Ростовское».
Почётный сотрудник контрразведки. Также награждён рядом государственных и ведомственных наград.